# Michiru Shimada
Michiru Shimada (島田 満?, Shimada Michiru; Tokyo, 19 maggio 1959 – Tokyo, 15 dicembre 2017) è stata una sceneggiatrice giapponese, principalmente attiva nel campo dell'animazione giapponese.
Shimada ha conseguito la laurea presso l'università Waseda ed ha debuttato come sceneggiatrice nel 1980. Nel corso della sua carriera ha curato la sceneggiatura di numerosi anime di successo come Lamù, Dr. Slump & Arale, Future GPX Cyber Formula, Spirit of Wonder, Sei in arresto!, Kenshin samurai vagabondo, Kindaichi shōnen no jikenbo, Hamtaro, Sorridi, piccola Anna, Alice Academy ed altri.